# 7095 Ламетрі
7095 Ламетрі (7095 Lamettrie) — астероїд головного поясу, відкритий 22 вересня 1992 року.
Тіссеранів параметр щодо Юпітера — 3,226.